# ابن الجزار (فلم)
ابن الجزار أو لا سوجا (بالإسبانية: La Soga) هو فيلم دراما دومينيكاني صدر عام 2009 من إخراج جوش كروك وتأليف ماني بيريز وبطولة ماني بيريز ودينيس كينونيس.
يحكي قصة لويسيتو، وهو رجل شجاع يجازف بكل شيء لإيجاد العدالة. تم تصوير الفيلم في أحياء جمهورية الدومينيكان وفي حي اشنطن هايتس في نيويورك. وهو أول فيلم من جمهورية الدومينيكان يعرض في مهرجان تورونتو السينمائي الدولي.

## قصة الفيلم
استنادًا إلى أحداث حقيقية في جمهورية الدومينيكان، يروي فيلم «لا سوجا» النضال الشخصي لشرطي شجاع يقوم بتمرد ضد حكومة بلاده عديمي الضمير. يخاطر بكل شيء من أجل إيجاد العدالة والثأر لوفاة آبائه. «لا سوجا» هو قصة فداء في خضم الوحشية والمعاملة اللاإنسانية والفساد السياسي.

## طاقم التمثيل
| - ماني بيريز بدور لويسيتو - دينيس كوينونيس بدور جيني - خوان فرنانديز بدور الجينرال كولون - بول كالديرون بول بدور رافا - هيمكي ماديرا بدور تافو |  |  |  | - ألفونسو رودريغيز بدور فرانكو - جوزيف تايلور بدور سيمون بور - مارجو مارتينديل بدور فلانيغن - فانتينو فرنانديز بدور لويسيتو "الشاب" - خايمي تيريلي بدور بلغراد |

## الاستقبال
تلقى الفيلم مراجعات مختلفة وحافظ على تصنيف «فاسد» بنسبة 44٪ على موقع الطماطم الفاسدة. صدر الفيلم بتاريخ 15 أغسطس 2010 في الولايات المتحدة وحقق في افتتاح عطلة نهاية الأسبوع في الولايات المتحدة الأمريكية ايرادات قدرها 52,554 دولار أمريكي. بلغت إيرادات الفيلم الإجمالية 210,625 دولار أمريكي.

### الجوائز
| قائمة الجوائز والترشيحات  | قائمة الجوائز والترشيحات | قائمة الجوائز والترشيحات | قائمة الجوائز والترشيحات  | قائمة الجوائز والترشيحات | قائمة الجوائز والترشيحات |
| الجائزة                   | تاريخ الحفل              | الفئة                    | المترشح                   | النتيحة                  | مراجع                    |
| ------------------------- | ------------------------ | ------------------------ | ------------------------- | ------------------------ | ------------------------ |
| مهرجان أواكساكا السينمائي | 8 نوفمبر 2010            | أفضل قطعة موسيقية        | إيفان ويلسون (محرر الصوت) | فوز                      | [ 7 ]                    |
| مهرجان أواكساكا السينمائي | 8 نوفمبر 2010            | أفضل سيناريو             | ماني بيريز (كاتب)         | فوز                      | [ 7 ]                    |
| مهرجان أواكساكا السينمائي | 8 نوفمبر 2010            | أفضل فيلم                | ابن الجزار                | فوز                      | [ 7 ]                    |

## روابط خارجية
- مقالات تستعمل روابط فنية بلا صلة مع ويكي بيانات